# Sudoměř (okres Mladá Boleslav)
Sudoměř je obec v okrese Mladá Boleslav ve Středočeském kraji. Rozkládá se patnáct kilometrů západně od Mladé Boleslavi. Žije zde 102 obyvatel.

## Historie
První písemná zmínka o obci pochází z roku 1348. Její historie však sahá ještě do doby předhistorické. Sudoměř je vystavěná na ostrohu nad Skalským dolem. Dominantu návsi tvoří barokní kostel Narození Panny Marie z roku 1773 se hřbitovem. Náves je ve tvaru staročeské okrouhlice; jsou zde soustředěny všechny významné rodinné statky a nalézá se zde i rodný dům Jana Evangelisty Konopase. Vedle kostela stojí dřevěná zvonice z roku 1616 od tesaře Jana Volfa. Uprostřed obce je na nejvyšším místě kříž, který dala postavit obec na své náklady kolem roku 1850.
V obci Sudoměř (přísl. Valovice, 370 obyvatel) byly v roce 1932 evidovány tyto živnosti a obchody: 3 hostince, kolář, kovář, obuvník, 5 rolníků, 3 obchody se smíšeným zbožím, 2 trafiky.

## Přírodní poměry
V jihovýchodním cípu katastrálního území Sudoměř leží přírodní památka Zadní Hrádek.

## Obyvatelstvo
| Rok            | 1869 | 1880 | 1890 | 1900 | 1910 | 1921 | 1930 | 1950 | 1961 | 1970 | 1980 | 1991 | 2001 | 2011 | 2021 |
| -------------- | ---- | ---- | ---- | ---- | ---- | ---- | ---- | ---- | ---- | ---- | ---- | ---- | ---- | ---- | ---- |
| Počet obyvatel | 224  | 207  | 239  | 247  | 278  | 284  | 281  | 172  | 169  | 142  | 116  | 88   | 77   | 86   | 99   |
| Počet domů     | 38   | 40   | 40   | 41   | 46   | 45   | 48   | 52   | 44   | 42   | 35   | 45   | 48   | 52   | 56   |

## Obecní správa

### Územněsprávní začlenění
Dějiny územněsprávního začleňování zahrnují období od roku 1850 do současnosti. V chronologickém přehledu je uvedena územně administrativní příslušnost obce v roce, kdy ke změně došlo:
- 1850 země česká, kraj Jičín, politický okres Mladá Boleslav, soudní okres Bělá;[7]
- 1855 země česká, kraj Mladá Boleslav, soudní okres Bělá;[7]
- 1868 země česká, politický okres Mnichovo Hradiště, soudní okres Bělá;[7]
- 1939 země česká, Oberlandrat Jičín, politický okres Mnichovo Hradiště, soudní okres Bělá pod Bezdězem;[8]
- 1942 země česká, Oberlandrat Praha, politický okres Mladá Boleslav, soudní okres Bělá pod Bezdězem;[9]
- 1945 země česká, správní okres Mnichovo Hradiště, soudní okres Bělá pod Bezdězem;[10]
- 1949 Liberecký kraj, okres Doksy;[11]
- 1960 Středočeský kraj, okres Mladá Boleslav.[12]
- k 1. lednu 1980 Středočeský kraj, okres Mladá Boleslav, obec Katusice[13]
- k 24. listopadu 1990 Středočeský kraj, okres Mladá Boleslav[13]

### Obecní symboly
Znak a vlajka byly obci uděleny rozhodnutím předsedy Poslanecké sněmovny Parlamentu České republiky dne 14. prosince 2018.

## Doprava
Silniční doprava
- Obcí prochází silnice II/259 Mladá Boleslav - Sudoměř - Mšeno - Dubá.

Železniční doprava
- Obec Sudoměř leží na železniční trati Mladá Boleslav – Mělník v úseku, který je v jízdním řádě uváděn v tabulce 064. Jedná se o jednokolejnou regionální trať, doprava byla v tomto úseku zahájena roku 1897. Přepravní zatížení trati mezi Mšenem a Mladou Boleslaví v roce 2011 činilo obousměrně 7 osobních vlaků.[15] Na území obce leží železniční zastávka Sudoměř u Mladé Boleslavi. Ve stanici se nachází malé železniční muzeum.

Autobusová doprava
- V obci měla zastávku v pracovních dnech června 2011 autobusová linka Mladá Boleslav-Katusice-Bělá pod Bezdězem,Bezdědice (6 spojů tam i zpět) (dopravce TRANSCENTRUM bus).[16]

## Pamětihodnosti
- Kostel Narození Panny Marie na jižní straně návsi
- Hradiště Hrádek u Sudoměře, archeologické naleziště jihovýchodně od obce
- Vodní nádrž Sudoměř
- Dřevěná zvonice od tesaře Jana Wolfa postavena roku 1616 vedle kostela v Sudoměři z dubového dřeva bez použití kovových hřebů. Konstrukce je dosud původní, jen šindelová krytina byla vyměněna v letech 1933 a 1967. Dva ze tří historických zvonů byly zrekvírovány za první světové války
- Malé železniční muzeum na nádraží

### Vodní dílo Sudoměř
V místě dnešní přehrady stával mlýn, který byl založen v letech 1300–⁠1320 Soběslavem ze Sudoměře. Zanikl až za rakousko-pruské války.
V roce 1998 začal pan Stanislav Šturma mladší, rodák ze Sudoměře, budovat hráz na Strenickém potoce u obce Sudoměř. Vodní nádrž má sloužit ke zkvalitnění prostředí pro chráněné živočichy a rostlinstvo na dříve nevyužitelných podmáčených pozemcích.
Těleso hráze je zemní, sypané z místních materiálů. Osa hráze je přímá. Délka hráze v koruně je 59 m. Hráz je v nejvyšším místě (ve střední části) vysoká 5,7 metru. Koruna hráze má kótu 252,5 metrů. Šířka koruny hráze jsou čtyři metry. Sklon návodního svahu 1:3,0 a sklon vzdušného svahu 1:2,5. Hráz je s ohledem na morfologické poměry s příjezdem pouze od pravého zavázání a je tedy neprůjezdná.

## Osobnosti
- Jan Evangelista Konopas (1833–1909), písmák ze starého selského rodu Konopasů, o němž máme první zmínky z první poloviny 17. století. Svým životem a aktivitou v době národního obrození na přelomu 19. století se stal místní slavnou osobností.